# Bahnhof Berlin Schichauweg
Der Bahnhof Schichauweg ist ein Bahnhof der S-Bahn Berlin an der Berlin-Dresdner Eisenbahn. Er befindet sich im Berliner Bezirk Tempelhof-Schöneberg und wurde am 1. Dezember 1990 zur Anbindung von Lichtenrade-Nord eröffnet.
Es ist der einzige Neubau eines S-Bahnhofs durch die Berliner Verkehrsbetriebe, die zum Zeitpunkt der Eröffnung die Betriebsrechte der S-Bahn in West-Berlin innehatte.
Er besteht aus zwei Seitenbahnsteigen, die jeweils sowohl nördliche als auch südliche Ausgänge zum Straßenzug Schichauweg/Barnetstraße haben. Am 25. November 1991 wurden von beiden Bahnsteigen zusätzliche Nordausgänge zum Miethepfad und zur Kettinger Straße eröffnet.

## Geschichte
Die Bahnstrecke wurde 1875 ebenerdig durch unbebautes Gebiet eröffnet. Es entstand ein Bahnwärterhäuschen südwestlich des heutigen Bahnhofs.
Im Jahre 1938 wurde die Strecke auf Dammniveau angehoben. Gleichzeitig wurde der ebenerdige, die Strecke querende Güteraußenring erbaut, dessen Trasse nördlich des heutigen Bahnhofs verlief. Eine Verbindungskurve verlief zwischen Süd und Ost, zusätzlich wurde 1944 eine Kurve von Süd nach West erbaut. Mit dem Neubau des parallelen Berliner Außenrings 1951 verlor der Güteraußenring seine Funktion und wurde nur noch für lokalen Güterverkehr genutzt. Inzwischen ist er stillgelegt, im Bereich nördlich des Bahnhofs Schichauweg wurde er abgebaut.
Mitte der 1980er Jahre wurde die eingleisige S-Bahn-Brücke von 1938 über die Straße durch einen zweigleisigen Neubau ersetzt.

## Anbindung
| Linie | Verlauf | Takt |
| ----- | --- | ---- |
|       | Bernau – Bernau-Friedenstal – Zepernick – Röntgental – Buch – Karow – Blankenburg – Pankow-Heinersdorf – Pankow – Bornholmer Straße – Gesundbrunnen – Humboldthain – Nordbahnhof – Oranienburger Straße – Friedrichstraße – Brandenburger Tor – Potsdamer Platz – Anhalter Bahnhof – Yorckstraße – Südkreuz – Priesterweg – Attilastraße – Marienfelde – Buckower Chaussee – Schichauweg – Lichtenrade – Mahlow – Blankenfelde \|\| 10 min |      |